# Clan (videojuegos)

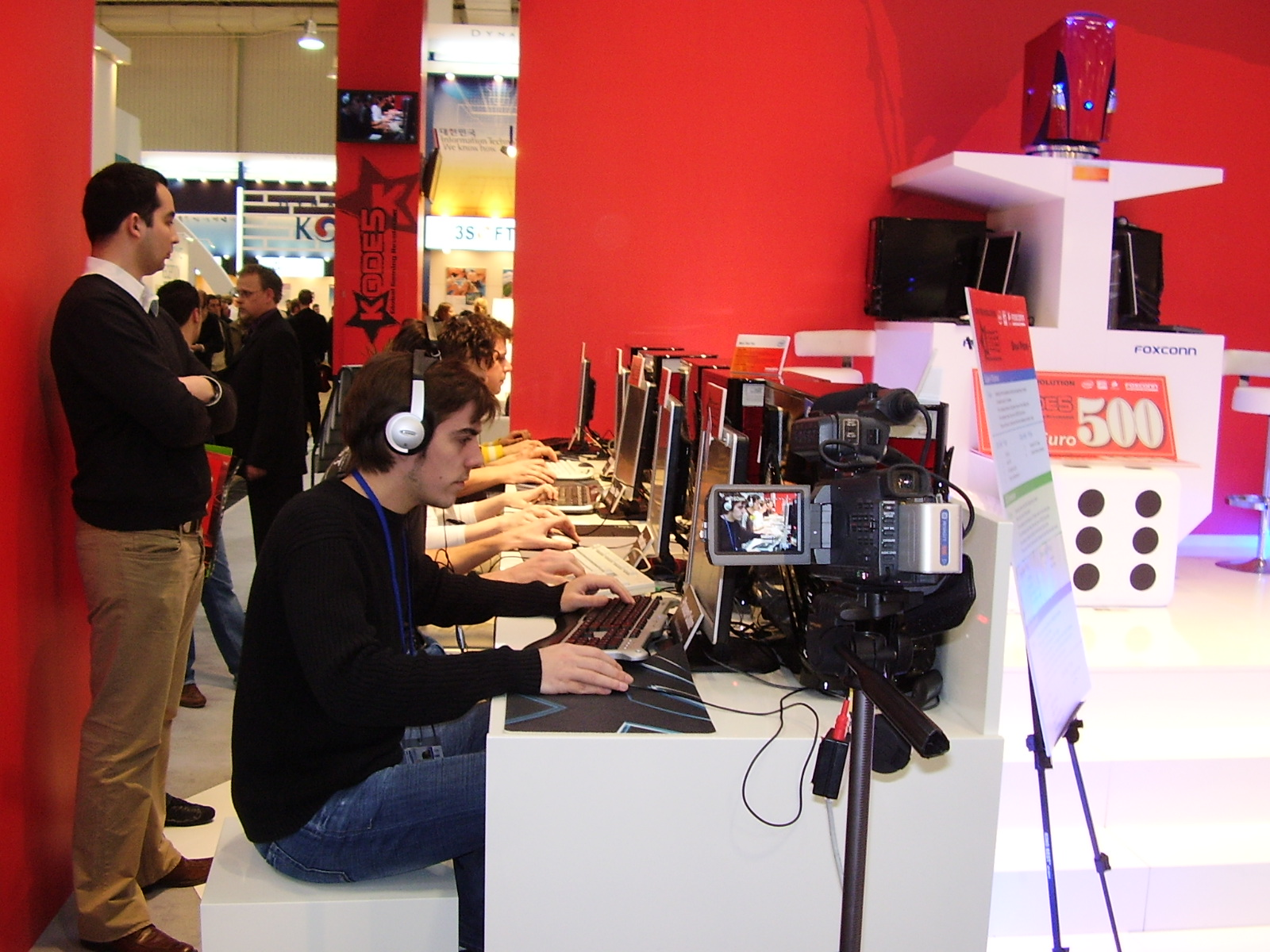
Partido de e-sports entre dos clanes de Counter Strike 1.6 en el CeBit 2006. Estas partidas también son llamadas clanwar.

En los videojuegos multijugador, un clan o guild es un grupo de jugadores que juegan regularmente juntos o entre ellos, sea compartiendo un lugar físico o en línea. Estos clanes van desde pequeños grupos de amigos a extensas agrupaciones de 1000 o más personas, organizados, y con una amplia gama de estructuras, objetivos y miembros. La vida útil de un clan también varía considerablemente, de unas semanas o meses hasta varios años. Muchos clanes existen para casi todos los videojuegos en línea disponibles en la actualidad, sobre todo en videojuegos de disparos en primera persona, videojuegos multijugador masivos en línea, videojuegos de rol y videojuegos de estrategia.
Aunque algunos videojuegos solo dan la opción de jugar en los servidores propios de la empresa desarrolladora, muchos clanes acostumbran a poseer un servidor propio del videojuego, donde los jugadores ocasionales se conectan y pueden disfrutar de una partida que sigue las normas establecidas por los dueños del servidor. Esto fomenta la publicidad del nombre del clan y a la vez proporciona un lugar donde los poseedores del servidor, o sea los miembros del clan, pueden disputar partidas privadas contra otros clanes invitados.
La comunicación entre miembros de un mismo clan, durante el juego, es de vital importancia. Estos suelen hablarse a través de ciertos programas VoIP como TeamSpeak Skype, Discord o Voice Chat integrado en el videojuego. Gracias a esto, se mejora la coordinación de los jugadores dentro de una partida, y se fomenta la unión del grupo.
Dada la espontaneidad de los clanes no hay una lista oficial de ellos. Sin embargo, muchos clanes gozan de un gran conocimiento dentro de la red, y poseen seguidores y patrocinadores.

## Videojuegos con clanes
Resulta imposible estimar cuantos videojuegos forman parte de la comunidad de clanes. Aunque la principal característica de estos es que debe permitir el juego en línea, en la actualidad y gracias a las conocidas LAN parties que se celebran habitualmente entre jugadores, estos también pueden intercambiar experiencias y métodos de juego para videojuegos de un jugador.
Generalmente, los videojuegos con más clanes en sus filas son los FPS y los videojuegos de rol, dado que son los que se requieren un mayor trabajo en equipo para lograr un objetivo común.